# Осмос
О́смос (от греч. ὄσμος — толчок, давление) — самопроизвольный перенос (диффузия) растворителя через полупроницаемую мембрану, не пропускающую растворённое вещество, и разделяющую два раствора одного и того же вещества с различными концентрациями либо чистый растворитель и раствор. Осмос приближает систему к равновесию в результате выравнивания концентраций по обе стороны перегородки — растворитель диффундирует в направлении от  разбавленного раствора или чистого растворителя к более концентрированному раствору.
Более широкое толкование явления осмоса основано на применении Принципа Ле Шателье — Брауна: если на систему, находящуюся в устойчивом равновесии, воздействовать извне, изменяя какое-либо из условий равновесия (температура, давление, концентрация, внешнее электромагнитное поле), то в системе усиливаются процессы, направленные на компенсацию внешнего воздействия.

## История открытия осмоса
Осмос открыт французским естествоиспытателем Ж.-А. Нолле (1748); первое измерение осмотического давления выполнил В. Пфеффер (1877).

## Суть процесса
Явление осмоса наблюдается в тех средах, где подвижность растворителя больше подвижности растворённых веществ. Важным частным случаем осмоса является осмос через полупроницаемую мембрану. Полупроницаемыми называют мембраны, которые имеют достаточно высокую проницаемость не для всех, а лишь для некоторых веществ, в частности, для растворителя. При этом подвижность растворённых веществ в мембране относительно мала. Как правило, это связано с размерами и подвижностью молекул, например, молекула воды меньше большинства молекул растворённых веществ. Если такая мембрана разделяет раствор и чистый растворитель, то в растворе концентрация растворителя оказывается менее высокой, поскольку там часть его молекул замещена на молекулы растворённого вещества. Вследствие этого переходы частиц растворителя из отдела, содержащего чистый растворитель, в раствор будут происходить чаще, чем в противоположном направлении. Соответственно, объём раствора будет увеличиваться (а концентрация вещества уменьшаться), тогда как объём чистого растворителя будет, соответственно, уменьшаться.
Например, к яичной скорлупе с внутренней стороны прилегает полупроницаемая мембрана: она пропускает молекулы воды и задерживает молекулы сахара. Если такой мембраной разделить растворы сахара с концентрацией 5 и 10 % соответственно, то через неё в обоих направлениях будут проходить только молекулы воды. В результате в более разбавленном растворе концентрация сахара повысится, а в менее разбавленном, наоборот, понизится. Когда концентрация сахара в обоих растворах станет одинаковой, наступит равновесие. Растворы, достигшие равновесия, называются изотоническими. Если принять меры, чтобы концентрации не менялись, осмотическое давление достигнет постоянной величины, когда обратный поток молекул воды сравняется с прямым.
Осмос, направленный внутрь ограниченного объёма жидкости, называется эндосмосом, наружу — экзосмосом. Перенос растворителя через мембрану обусловлен осмотическим давлением. Это осмотическое давление возникает соответственно Принципу Ле Шателье из-за того, что система пытается выровнять концентрацию раствора в обеих средах, разделённых мембраной, и описывается вторым законом термодинамики. Оно равно избыточному внешнему давлению, которое следует приложить со стороны раствора, чтобы прекратить процесс, то есть создать условия осмотического равновесия. Превышение избыточного давления над осмотическим может привести к обращению осмоса — обратной диффузии растворителя.
В случаях, когда мембрана проницаема не только для растворителя, но и для некоторых растворённых веществ, перенос последних из раствора в растворитель позволяет осуществить диализ, применяемый как способ очистки полимеров и коллоидных систем от низкомолекулярных примесей, например, электролитов.

## Значение осмоса
- Упругость, тургор клеток: Клетки растений используют осмос для увеличения объёма вакуоли, чтобы она распирала стенки клетки - тургорное давление. Клетки растений делают это путём запасания сахарозы. Увеличивая или уменьшая концентрацию сахарозы в цитоплазме, клетки могут регулировать осмос. За счёт этого в целом повышается упругость растения. С изменениями тургорного давления связаны многие движения растений, например, движения усов гороха и других лазающих растений;

- Эластичность тканей, форма органов;

- Усвоение пищи, образование лимфы, мочи, кала;

- Действие лекарств;

- За счёт осмоса вода в организме распределяется между кровью, тканями, клетками: Осмос играет важную роль во многих биологических процессах. Мембрана, окружающая нормальную клетку крови, проницаема лишь для молекул воды, кислорода, некоторых из растворённых в крови питательных веществ и продуктов клеточной жизнедеятельности; для больших белковых молекул, находящихся в растворённом состоянии внутри клетки, она непроницаема. Поэтому белки, столь важные для биологических процессов, остаются внутри клетки;

- Осмос участвует в переносе питательных веществ в стволах высоких деревьев, где капиллярный перенос не способен выполнить эту функцию;

- Человечество с древних времен, хотя и не понимая физический смысл, использовало эффект осмоса в процессе засаливания пищи. В результате происходил плазмолиз клеток патогена;

- Осмос широко используют в лабораторной технике: при определении молярных характеристик полимеров, концентрировании растворов, исследовании разнообразных биологических структур. Осмотические явления иногда используются в промышленности, например при получении некоторых полимерных материалов, очистке высокоминерализованной соленой воды методом обратного осмоса жидкостей;

- Пресноводные простейшие также имеют вакуоль, но задача вакуолей простейших заключается лишь в откачивании лишней воды из цитоплазмы для поддержания постоянной концентрации растворённых в ней веществ;

- Осмос также играет большую роль в экологии водоёмов. Если концентрация соли и других веществ в воде поднимется или упадёт, то обитатели этих вод погибнут из-за пагубного воздействия осмоса.

## Использование в промышленности
Первая в мире осмотическая электростанция — прототип, использующая для выработки электричества явление осмоса, запущена компанией Statkraft 24 ноября 2009 года в Норвегии вблизи города Тофте. Солёная морская и пресная вода на электростанции разделены мембраной. Так как концентрация солей в морской воде выше, между солёной водой моря и пресной водой фьорда развивается явление осмоса — постоянный поток молекул воды через мембрану в сторону солёного раствора, в результате чего образуется давление пресной воды на мембрану. Это давление соответствует давлению столба воды в 120 метров высотой. Поток воды достаточен, чтобы приводить в действие гидротурбину, вырабатывающую энергию.  
Производство носит ограниченный характер, основная цель — тестирование оборудования. Самый проблематичный компонент электростанции — мембраны. По оценкам специалистов Statkraft, мировое производство может составить от 1600 до 1700 TWh, что сравнимо с потреблением Китая в 2002. Ограничение связано с принципом действия — подобные электростанции могут быть построены только на морском побережье. 
Явление осмоса находит своё применение в бурении, при строительстве нефтяных и газовых скважин. Здесь осмос возникает в виде осмотических перетоков через глинистую корочку на стенках скважины, которая и играет роль мембраны, проницаемой для растворителя, фильтрата раствора. Важно направление этих перетоков, в первую очередь при разбуривании хрупких пород, склонных к растрескиванию и осыпанию (в основном это аргиллиты). Осмос, направленный от скважины к породам, слагающим стенки скважины, приводит к насыщению пор и трещин жидкостью и, вследствие этого, к осыпаниям и обвалам пород и интенсивному кавернообразованию. Если градиент осмоса направить от стенок скважины к самой скважине, это будет способствовать устойчивости стенок, предотвратит осыпи и обвалы. С этой целью рекомендуется плавно или ступенчато повышать минерализацию бурового раствора по ходу углубления интервала, сложенного хрупкими породами. 